# Ley de protección de datos personales (Argentina)
La Ley de protección de datos personales es una legislación argentina que regula los datos asentados en archivos, registros y bases de datos para garantizar el derecho al honor y a la intimidad de las personas. La ley prohíbe usar los datos para algo diferente al propósito para el que fueron recolectados.
El habeas data se encuentra incluido en la Constitución Nacional que en su artículo 43 dice:

Toda persona podrá interponer esta acción para tomar conocimiento de los datos a ella referidos y de su finalidad, que consten en registros o bancos de datos públicos, o los privados destinados a proveer informes, y en caso de falsedad o discriminación, para exigir la supresión, rectificación, confidencialidad o actualización de aquéllos. No podrá afectarse el secreto de las fuentes de información periodística.

## Principios
Los principios que establece la ley son:
- Todos los archivos de datos personales deberán estar inscriptos en el Registro de la Dirección Nacional de Protección de Datos Personales.
- Los datos personales que se recojan a los efectos de su tratamiento deben ser ciertos, adecuados, pertinentes y no excesivos en relación con el ámbito y finalidad para los que se hubieren obtenido.
- La recolección de datos no puede hacerse por medios desleales, fraudulentos o en forma contraria a las disposiciones de la Ley N.º 25.326.
- Los datos objeto de tratamiento no pueden ser utilizados para finalidades distintas o incompatibles con aquellas que motivaron su obtención.
- Los datos deben ser exactos y actualizarse en el caso de que ello fuere necesario.
- Los datos total o parcialmente inexactos, o que sean incompletos, deben ser suprimidos y sustituidos, o en su caso completados, por el responsable del archivo o base de datos cuando tenga conocimiento de la inexactitud o carácter incompleto de la información de que se trate, sin perjuicio de los derechos del titular establecidos en el artículo 16 de la Ley N.º 25.326.
- Los datos deben ser almacenados de modo que permitan el ejercicio del derecho de acceso de su titular.
- Los datos deben ser destruidos cuando hayan dejado de ser necesarios o pertinentes a los fines para los cuales hubiesen sido recolectados.